# 宝鸡市
宝鸡市，简称宝，别称雍，古称陈仓，是中华人民共和国陕西省下辖的地级市，位于陕西省西部，渭河平原西端。市境东邻咸阳市、西安市，南界汉中市，西毗甘肃省陇南市、天水市，北达甘肃省平凉市。地处秦岭山地、关中平原和黄土高原过渡地带。渭河自西向东横贯境内，千河自西北入境，于市区东部注入渭河，嘉陵江发源于市境西南。全市总面积18,117平方公里，人口377.1万，市人民政府驻金台区。宝鸡是关中－天水经济区的成员，陇海、宝成、宝中铁路在此交汇。

## 历史
前762年（秦文公四年）建陈仓城，位于今宝鸡市之东。
前206年劉邦出兵進攻關中，由韓信領軍「暗渡陳倉」。
唐朝至德二年（757年），以陈仓山（今鸡峰山）的石鸡啼鸣，陈仓县易名宝鸡县。
这里是华夏始祖炎帝故里、周秦王朝的发祥地，素有“青铜器之乡”、“民间工艺美术之乡”和“佛骨圣地”的美誉。影响了中华民族三千多年的《周礼》、《周易》，以及“姜太公钓鱼、愿者上钩”、“周公吐哺、天下归心”、“明修栈道、暗渡陈仓”等历史典故皆出于宝鸡。至今仍有北首岭遗址、钓鱼台、太白山、周公庙、周太王陵、大唐秦王陵墓群、陈仓古道、五丈塬、法门寺、大散关等大量珍贵的历史遗存。
1949年7月14日陕甘宁边区政府宝鸡分区机关进驻宝鸡，领宝鸡、凤翔、岐山、扶风、千阳、陇县、眉县、凤县共8县和宝鸡市（县级市）。
1950年1月宝鸡分区划归陕西省辖；5月2日，分区增领麟游、武功等6县，共领14县l市，1950年10月11日改宝鸡分区为宝鸡专区。
1953年1月30日，宝鸡专区又增领兴平、周至等5县，并新设太白区，共领19县1市1区。
1956年10月1日，宝鸡专区撤销，1960年至1961年9月，宝鸡市领凤翔、陇县、凤县3县。
1961年，复设宝鸡专区，领宝鸡、凤翔、岐山、扶风、麟游、武功、眉县、凤县、千阳、陇县、太白共ll县和宝鸡市（县级市）。
1966年，宝鸡专区改领11县，宝鸡市为省辖。1969年专区改名宝鸡地区，仍领11县l市。
1971年2月，地区撤销改为宝鸡市（地级市）领11县2区。1979年3月，复设宝鸡地区，领11县；地市并存，宝鸡市领金台、渭滨2区。
1980年8月，宝鸡地区与宝鸡市合并，以地级市领导县、区代替地区领县的体制，时领11县2区。1982年12月，新设杨陵区，共领11县3区。1983年11月，武功县与杨陵区划归咸阳市；宝鸡市辖金台、渭滨2区和宝鸡、凤翔、岐山、扶风、麟游、陇县、千阳、凤县、太白、眉县10县。
2003年5月26日，宝鸡县撤县成立陈仓区，宝鸡市辖金台、渭滨、陈仓3区和凤翔、岐山、扶风、麟游、陇县、千阳、凤县、太白、眉县9县。
2021年2月9日，凤翔县撤县成立凤翔区，宝鸡市辖金台、渭滨、陈仓、凤翔4区和岐山、扶风、麟游、陇县、千阳、凤县、太白、眉县8县。

## 地理
宝鸡位于东经106°18′～108°03′和北纬33°35′～35°06′之间。东连咸阳，南接汉中，西北与甘肃省的天水和平凉毗邻。秦岭南屏，渭水中流，关陇西阻北横，渭北沃野平原。东西长156.6公里，南北宽160.6公里，总面积18117平方公里。宝鸡地质构造复杂，东、西、南、北、中的地貌差异大。具有南、西、北三面环山，只有东部敞开，大部分是丘陵地带。南部秦岭的主峰太白山是陕西最高点，海拔3767米。秦岭南边的河流属於长江水系，而北边是黄河水系。渭河是这里最大的河流，另外还有嘉陵江，千河，漆水河，石头河等。呈现“六山一水三分田”格局。

### 气候
宝鸡属暖温带半干旱半湿润的大陆性季风气候。全年的气候变化受制于季风环流影响，冷暖干湿四季分明。冬季天气干冷少雪，夏季炎热干燥和温热多雨交替出现，春季升温迅速而气候多变，秋季降温快多连阴雨。由于其自然地貌错综复杂，因而气候类型多样，垂直差异明显，气象灾害频繁。近50年（1960～2010年）全区年平均日照时数1710～2210小时，年平均气温7.9～13.2℃，最冷月元月平均气温在4.5～0.0℃之间，最热月七月平均气温19.2～25.7℃。年极端最低气温-29.8℃(1991年12月28日出现于太白)；年极端最高气温42.7℃(1966年6月19日出现于扶风县)。川塬地区多年平均无霜期209～220天。年平均降水为578～737毫米，4～10月降水占全年总量的90%，5～9月为多雨期，7～9月为主汛期其降水量占全年的60%。近50年中，年雨量最多的是太白达1197.0毫米，年雨量最少是眉县仅为290.3毫米。由于降水量年际、月际变率大，气象灾害频繁，主要有干旱、雨涝、低温冻害、冰雹、大风、干热风等，其中以干旱雨涝危害最大；北部山区多发生干旱、冰雹；南部山区降水多，水资源丰富，但雨涝、低温冻害、大风较多，应重点防御。
| 宝鸡市气象数据（1971年至2000年） | 宝鸡市气象数据（1971年至2000年） | 宝鸡市气象数据（1971年至2000年） | 宝鸡市气象数据（1971年至2000年） | 宝鸡市气象数据（1971年至2000年） | 宝鸡市气象数据（1971年至2000年） | 宝鸡市气象数据（1971年至2000年） | 宝鸡市气象数据（1971年至2000年） | 宝鸡市气象数据（1971年至2000年） | 宝鸡市气象数据（1971年至2000年） | 宝鸡市气象数据（1971年至2000年） | 宝鸡市气象数据（1971年至2000年） | 宝鸡市气象数据（1971年至2000年） | 宝鸡市气象数据（1971年至2000年） |
| 月份                             | 1月                              | 2月                              | 3月                              | 4月                              | 5月                              | 6月                              | 7月                              | 8月                              | 9月                              | 10月                             | 11月                             | 12月                             | 全年                             |
| -------------------------------- | -------------------------------- | -------------------------------- | -------------------------------- | -------------------------------- | -------------------------------- | -------------------------------- | -------------------------------- | -------------------------------- | -------------------------------- | -------------------------------- | -------------------------------- | -------------------------------- | -------------------------------- |
| 历史最高温 °C（°F）              | 20.7 (69.3)                      | 25.5 (77.9)                      | 28.0 (82.4)                      | 36.2 (97.2)                      | 37.8 (100.0)                     | 40.2 (104.4)                     | 40.9 (105.6)                     | 41.6 (106.9)                     | 40.0 (104.0)                     | 33.0 (91.4)                      | 25.8 (78.4)                      | 23.2 (73.8)                      | 41.6 (106.9)                     |
| 平均高温 °C（°F）                | 5.1 (41.2)                       | 7.8 (46.0)                       | 12.8 (55.0)                      | 20.1 (68.2)                      | 25.2 (77.4)                      | 29.7 (85.5)                      | 30.9 (87.6)                      | 29.4 (84.9)                      | 23.7 (74.7)                      | 18.4 (65.1)                      | 12.0 (53.6)                      | 6.7 (44.1)                       | 18.5 (65.3)                      |
| 日均气温 °C（°F）                | 0.1 (32.2)                       | 2.7 (36.9)                       | 7.7 (45.9)                       | 14.2 (57.6)                      | 19.2 (66.6)                      | 23.6 (74.5)                      | 25.4 (77.7)                      | 24.3 (75.7)                      | 18.9 (66.0)                      | 13.3 (55.9)                      | 6.8 (44.2)                       | 1.5 (34.7)                       | 13.1 (55.6)                      |
| 平均低温 °C（°F）                | −3.5 (25.7)                      | −0.9 (30.4)                      | 3.5 (38.3)                       | 9.3 (48.7)                       | 13.9 (57.0)                      | 18.2 (64.8)                      | 21.1 (70.0)                      | 20.2 (68.4)                      | 15.3 (59.5)                      | 9.6 (49.3)                       | 3.1 (37.6)                       | −2.2 (28.0)                      | 9.0 (48.1)                       |
| 历史最低温 °C（°F）              | −13.9 (7.0)                      | −11.4 (11.5)                     | −5.3 (22.5)                      | −1.7 (28.9)                      | 4.8 (40.6)                       | 10.0 (50.0)                      | 12.9 (55.2)                      | 13.2 (55.8)                      | 6.0 (42.8)                       | −2 (28)                          | −8 (18)                          | −16.1 (3.0)                      | −16.1 (3.0)                      |
| 平均降水量 mm（）                | 6.4 (0.25)                       | 10.6 (0.42)                      | 24.6 (0.97)                      | 52.4 (2.06)                      | 62.8 (2.47)                      | 76.2 (3.00)                      | 111.1 (4.37)                     | 114.6 (4.51)                     | 109.6 (4.31)                     | 63.7 (2.51)                      | 19.6 (0.77)                      | 4.7 (0.19)                       | 656.3 (25.83)                    |
| 平均降水天数（≥ 0.1 mm）         | 4.1                              | 5.4                              | 8.0                              | 8.7                              | 9.9                              | 10.8                             | 11.4                             | 11.0                             | 12.6                             | 10.3                             | 5.4                              | 3.4                              | 101                              |
| 来源：中国天气网                 |                                  |                                  |                                  |                                  |                                  |                                  |                                  |                                  |                                  |                                  |                                  |                                  |                                  |

## 政治

### 现任领导
| 机构     | · 中国共产党 · 宝鸡市委员会 | 宝鸡市人民代表大会 常务委员会 | 宝鸡市人民政府    | · 中国人民政治协商会议 · 宝鸡市委员会 | 宝鸡市监察委员会  |
| 职务     | 书记                        | 主任                          | 市长              | 主席                                  | 主任              |
| -------- | --------------------------- | ----------------------------- | ----------------- | ------------------------------------- | ----------------- |
| 姓名     | 杨广亭                      | 景耀平                        | 王勇              | 刘荣贤（女）                          | 张礼进            |
| 民族     | 汉族                        | 汉族                          | 汉族              | 汉族                                  | 汉族              |
| 籍贯     | 陕西省西安市                | 陕西省长武县                  | 陕西省西安市      | 陕西省潼关县                          | 四川省达川区      |
| 出生日期 | 1967年6月（57歲）           | 1966年7月（58歲）             | 1974年2月（51歲） | 1968年6月（56歲）                     | 1971年6月（53歲） |
| 就任日期 | 2022年3月                   | 2022年4月                     | 2022年3月         | 2022年4月                             | 2022年3月         |

### 历任领导
| 市委书记 - 黄志诚（1971年11月－1973年10月） - 徐治中（1973年10月－1975年9月） - 刘邦显（1975年9月－1977年5月） - 马维藩（1977年5月－1978年9月） - 韦明海（1978年9月－1982年8月） - 杜鲁公（1982年8月－1985年7月） - 卜克义（1985年7月－1988年8月） - 纪鸿尚（1988年8月－1993年5月） - 冯波（1993年5月－1998年2月） - 庞家钰（1998年2月－2003年1月） - 吴登昌（2003年2月－2006年4月） - 姚引良（2006年4月－2008年1月） - 唐俊昌（2008年2月－2013年12月） - 上官吉庆（2013年12月－2015年10月） - 钱引安（2015年11月－2017年5月） - 徐启方（2017年6月－2021年6月） - 惠进才（2021年6月－2022年1月） - 杨广亭（2022年3月－） | 市长 - 张树诚（1980年8月－1983年4月） - 李均（1983年5月－1993年1月） - 庞家钰（1993年1月－1998年2月） - 陈宝根（1998年2月－1999年10月） - 吴登昌（1999年10月－2003年1月） - 姚引良（2003年1月－2006年6月） - 王宏（2006年6月－2008年1月） - 戴征社（2008年2月－2011年12月） - 上官吉庆（2011年12月－2013年12月） - 钱引安（2013年12月－2016年1月） - 惠进才（2016年1月－2021年6月） - 杨广亭（2021年6月－2022年2月） - 王勇（2022年3月－） |

### 行政区划
宝鸡市下辖4个市辖区、8个县。
- 市辖区：渭滨区、金台区、陈仓区、凤翔区
- 县：岐山县、扶风县、眉县、陇县、千阳县、麟游县、凤县、太白县

此外，宝鸡市设立了以下行政管理机构：国家级宝鸡高新技术产业开发区（管委会行政级别为正县级）、宝鸡市西部山区建设委员会（简称西山建委，建委会行政级别为正县级）。

## 人口
2022年末，全市常住人口326.47万人，城镇人口比重59.42%。
根据2020年第七次全国人口普查，全市常住人口为3,321,853人。同第六次全国人口普查的3,716,737人相比，十年共减少了394,884人，下降10.62%，年平均增长率为-1.12%。其中，男性人口为1,684,526人，占总人口的50.71%；女性人口为1,637,327人，占总人口的49.29%。总人口性别比（以女性为100）为102.88。0－14岁的人口为532,960人，占总人口的16.04%；15－59岁的人口为2,036,162人，占总人口的61.3%；60岁及以上的人口为752,731人，占总人口的22.66%，其中65岁及以上的人口为524,953人，占总人口的15.8%。居住在城镇的人口为1,894,757人，占总人口的57.04%；居住在乡村的人口为1,427,096人，占总人口的42.96%。

### 民族
全市常住人口中，汉族人口为3,306,186人，占99.53%；各少数民族人口为15,667人，占0.47%。与2010年第六次全国人口普查相比，汉族人口减少392,437人，下降10.61%，占总人口比例增加0.02个百分点；各少数民族人口减少2,447人，下降13.51%，占总人口比例下降0.02个百分点。

## 资源与经济
宝鸡的气候和地形适合植物成长，是陕西省重要的粮油和农副产品生产基地。中部平原有耕地40．5万公顷，盛产小麦、玉米、油菜、蔬菜等。山区有林地面积64．3万公顷，包括很多果园，种了苹果、核桃、板栗、柿子、梨，桃子等。
秦岭，关山的天然森林和在太白县的原始森林中还有野生果树，如猕猴桃，五味子、山荆子、山楂、沙棘果等近百种。野生中药材有500多种，其中有党参、当归、黄芪、天麻、杜仲、山萸、贝母等。林中还有珍稀保护动物，如金丝猴、大熊猫、秦岭虎、大鲵(娃娃鱼)等。中国特有的红腹锦鸡就分布于宝鸡市的金鸡岭。
宝鸡已发现铅、锌、铜、金、铝、银、煤等23种矿物。境内地热资源丰富。
宝鸡也是西北地区重要的工业基地，有矿物，冶金，机械，车辆，和建材等重工业，也有轻纺，食品，烟酒等轻工业。目前钛材、钢桥梁、铁路道岔、灯泡产量在全国名列前茅。

## 交通
宝鸡三面环山，西出西域（甘肃至河西走廊），南通巴蜀（成都平原至岭南地区），北达大漠（宁夏至内蒙古），东接长安（西安至中原一带），因其重要的地理位置，自古以来就是兵家必争的咽喉要塞。

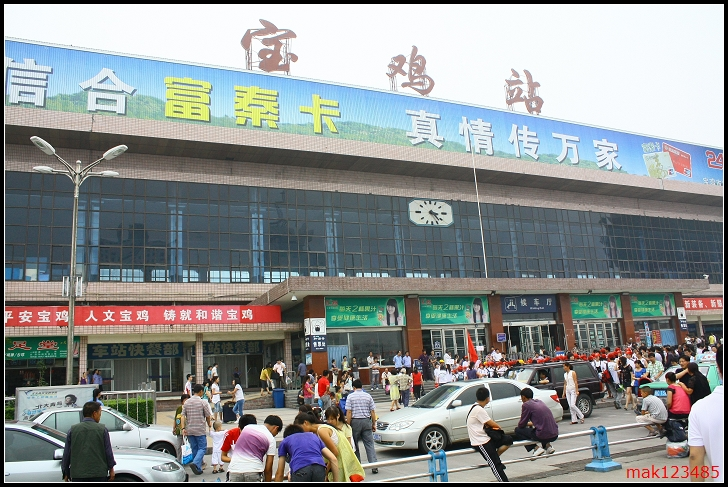
宝鸡站

### 铁路
宝鸡为中国重要铁路枢纽之一，是通往中国西北、西南铁路交通的主要咽喉通道。为陇海铁路、宝成铁路、宝中铁路、宝麟铁路、宝（鸡）南（充）铁路（待建）等交汇点。 中国第一条电气化铁路宝成铁路，1958年诞生于此。西部第一条动车组西宝动车组也于2007年开通。现每天有开往北京、上海、广州、天津、西安、兰州、沈阳、哈尔滨、乌鲁木齐、西宁、郑州、成都、昆明、重庆、厦门、福州、南昌、连云港、太原、阿克苏、喀什、榆林、延安、广元、平凉等方向的多趟列车。高速铁路方面，西宝客运专线已于2013年12月28日开通，宝兰客运专线也于2012年10月19日开工建设，已於2017年7月开通。
- 陇海铁路：阳平站，虢镇站，卧龙寺站，宝鸡东站，宝鸡站，福临堡站，林家村站，坊塘铺站，固川站，坪头站，颜家河站，东口站，胡店站，柿树林站，石家滩站，拓石站，凤阁岭站，毛家庄站，建河站

### 公路
宝鸡市拥有较为发达的高速公路网， 连霍高速和 银昆高速交汇于此；另， 菏宝高速将同 银昆高速交汇于凤翔县；同时，宝鸡绕城高速公路也在修建中，届时宝鸡将形成十字加外环的大公路交通格局。
此外，新规划5条国道。除保留原有的 310国道和 316国道两线，新增3条： 244国道（乌海至江津，经凤翔、太白至留坝）、 342国道（日照至凤县）、 344国道（东台至灵武，经扶风、岐山、凤翔、千阳、陇县）。
到2017年底，宝鸡将实现12个县区国道全覆盖，总体呈“两横两纵”布局，预计总里程将达到870公里。预计至2020年前后，宝鸡将实现县县通高速，市县之间、县与重点城镇通二级及以上公路的规划，将明显提升公路交通基本公共服务能力，带动更多的物流、人流汇聚宝鸡，能够进一步优化投资环境，增强城市发展竞争力，加速西部重要交通枢纽和商贸物流中心建设。 

### 航空
宝鸡目前尚无运营中的航空客运站（民用机场）。乘飞机出行，主要前往西安咸阳国际机场。宝鸡高速客运中心机场大巴，每日均设有对开班次，行车时间约为2小时。另根据中国民航总局规划，未来将把宝鸡原有的凤翔田家庄军用机场改扩建为民用支线机场。扩建后的宝鸡机场将可起降空客A320及波音B737客机。同时还将修建市区到机场的专用机场高速和航站楼等配套设施。宝鸡机场的修建，将对宝鸡经济社会发展起到推动作用。

## 教育

### 高等院校

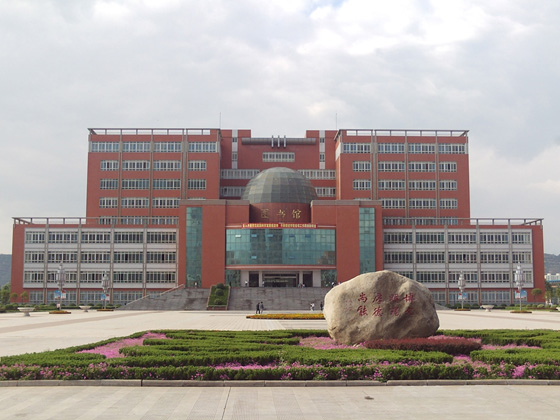
宝鸡文理学院圖書館

- 宝鸡文理学院
- 宝鸡职业技术学院
- 陕西机电职业技术学院

### 中学教育
- 宝鸡中学
- 石油中学
- 虢镇中学
- 眉县槐芽中学
- 渭滨中学
- 长岭中学
- 烽火中学
- 金台中学
- 斗鸡中学
- 东风路高级中学（原宝鸡铁一中）
- 西关中学（民办）
- 高新实验中学（民办）
- 姜城中学
- 高新中学
- 西北高级中学（民办）
- 姜谭高级中学
- 彪角中学

## 军事
原中国人民解放军第21集团军驻扎在此。2017年3月，陆军第二十一集团军军部自陕西省宝鸡市移防至青海省西宁市。

## 旅游

### 全国、省级和市级重点文物保护单位
- 周原遗址
- 秦雍城遗址
- 隋仁寿宫唐九成宫遗址
- 慈善寺石窟
- 石摞摞山遗址
- 北首岭遗址
- 大散关遗址
- 周公庙
- 凤凰山遗址
- 杨家村遗址
- 法门寺
- 太平寺塔
- 五丈原诸葛亮庙
- 扶风城隍庙
- 杨珣碑
- 水沟遗址
- 益家堡遗址
- 桥镇遗址
- 赵家台遗址
- 茹家庄遗址
- 成山宫遗址
- 大唐秦王陵
- 净光寺塔
- 金台观
- 古邰国遗址

### 名胜古迹与自然景观
宝鸡是中国历史名城，名胜古迹众多，并且南依秦岭，横跨渭水，有着丰富多样的自然景观。
5A景区
法门寺佛文化景区，太白山国家森林公园
4A景区　
周公庙风景名胜区、中华礼乐城、中华石鼓园景区、通天河国家森林公园、凤县凤凰湖景区、青峰峡景区、宝鸡消灾寺景区、宝鸡红河谷景区、宝鸡关山草原景区，扶眉烈士纪念馆
3A景区
钓鱼台风景名胜区、嘉陵江源头景区、大唐秦王陵、龙门洞森林公园、天台山—鸡峰山景区、灵官峡景区、大散关景区、野河山森林公园、东湖风景区、灵山风景区、黄柏塬原生态风景区、西武当风景区、吴山风景区、麟游碑亭景区、千湖国家湿地公园、紫柏山景区、炎帝陵、宝鸡民俗博物馆、关中风情园、六川河生态旅游区、秦皇生态园、蒙牛乳业宝鸡分公司、五丈原诸葛亮庙风景区、莲花山狩猎场、宝鸡展览馆。

#### 炎帝园
原名河滨公园，原有小火车，现为国家重点公园。

### 特色小吃

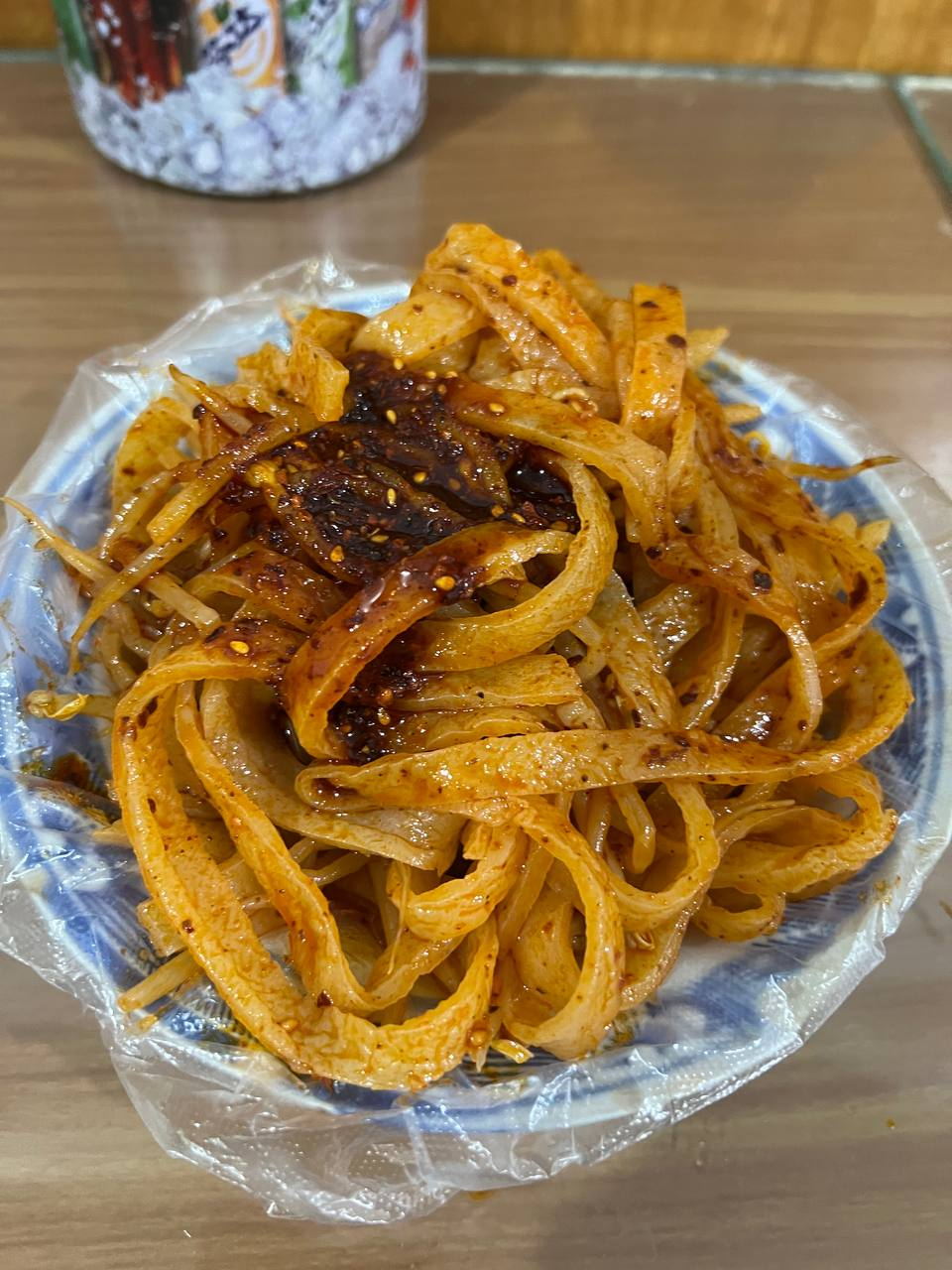
擀面皮

宝鸡，位于关中西部，物产丰富，被称为“西府宝地”。这里的民间小吃丰富多样，以面食最具代表。
本地有名的民间小吃：
- 岐山臊子面
- 大刀铡面
- 擀面皮
- 烙面皮
- 油酥锅盔
- 荞麦面饸饹
- 玉米面漏鱼儿
- 玉米面搅团儿
- 水煎包
- 臊子肉夹馍
- 豆花泡馍
- 驴肉泡馍
- 凉粉儿
- 醋粉儿
- 豆面糊糊

### 本地特产
宝鸡的农业特产：
- 猕猴桃（奇异果）
- 红富士苹果
- 梨
- 桃
- 核桃
- 板栗
- 小人参
- 凤县花椒
- 秦岭木耳
- 太白香菇

宝鸡的其他特产：
- 西凤酒
- 太白酒
- 好猫牌香烟
- 猴王牌香烟
- 岐山醋
- 岐山臊子
- 文王锅盔
- 金钱肉
- 腊驴肉
- 宝鸡啤酒

### 民间艺术

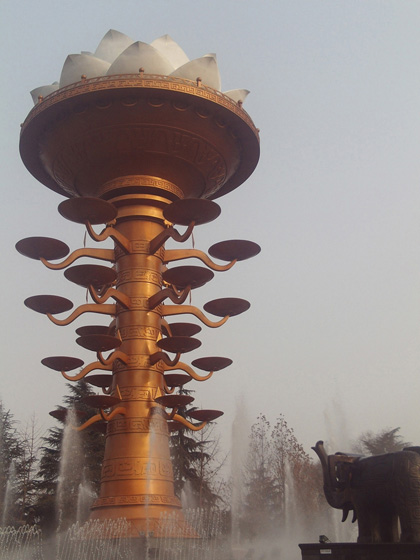
天下第一燈

宝鸡的民间艺术丰富多彩，典型的代表有：
- 皮影和皮影戏
- 农民画
- 草编艺术
- 马勺脸谱
- 西府剪纸
- 闻名海内外的宝鸡社火
- 凤翔泥塑
- 仿古青铜器

## 城市精神
崇德尚礼   和谐包容   闻鸡起舞   开放创新

## 友好城市

### 国内
- 四川省广元市、攀枝花市
- 重庆市
- 湖北省黄冈市、黄石市
- 江苏省连云港市、镇江市、淮安市
- 广西壮族自治区柳州市
- 安徽省马鞍山市、芜湖市
- 福建省福州市
- 辽宁省鞍山市
- 甘肃省兰州市、白银市、天水市、庆阳市、平凉市、陇南市
- 宁夏回族自治区银川市、中卫市、固原市
- 广东省深圳市宝安区

### 国外
- 日本八幡市（京都府）
- 日本喜多方市
- 日本岐阜市
- 法國贝尔福
- 墨尔顿市
- 波蘭埃尔布隆戈市
- 德国巴尔尼姆专区
- 德国纳腾
- 英国斯托克波特市
- 俄羅斯弗拉基米尔市
- 黎巴嫩贝鲁特

## 城市殊荣
近年来，宝鸡市的经济发展突出、城市建设迅速，屡获殊荣：
- 全国文明城市（2015年）
- 中国首批国家生态园林城市（全国仅7城市，西北唯一，2016年）
- 省级文明城市（陕西首家、也是陕西唯一一家获此殊荣的地级市,2006年）
- 国家园林城市
- 全国百强城市（名列第81位，2003；名列第78位，2004年；名列第73位，2006年）
- 中国品牌经济城市（中西部地区唯一获此殊荣的城市，2005年）
- 全国人民防空先进城市(2005)
- 全国社会治安综合治理优秀城市(1997-2000年,2005年)
- 全国双拥模范城市“六连冠” (2000-2006年)
- 全国创建文明城市工作先进城市(2005年,2008年)
- 中国优秀旅游城市 (2000年)
- 省级园林城市 (2004年)
- 国家卫生城市（使陕西实现了零的突破，2005年）
- 国家环保模范城市（西北首批国家环保模范城市，2005年)
- 全国知识产权试点城市 (2007年)
- 第四届中华宝钢环境优秀奖(陕西惟一获此殊荣的城市，2007年)
- 全国绿化模范城市(陕西省和西北地区唯一的城市，2007年)
- 数字化城管试点城市(全国第三批数字化城管试点城市，全省唯一一家数字化试点城市)
- 全国社会保障服务中心建设试点城市(全省唯一一家被确定为全国试点的地级市，2007年)
- 中国最具国际影响力的旅游城市(陕西唯一获此殊荣的城市，2008年)
- 金融生态城市(2008年)
- “中国人居环境奖”奖牌。（全国仅宝鸡、南京两个城市荣获这一奖项，2008年）
- 国家节水型城市（全省唯一获此殊荣的城市，2009年）
- 中小学教师职称制度改革试点城市(全国仅三个城市：吉林松原，山东潍坊，陕西宝鸡；2009年)
- 国家森林城市（2009，第六届中国城市森林论坛中荣获）
- 新中国成立60周年“中国城市发展代表” (全省唯一获此殊荣的城市,2009年)
- 全国环境优美城市(2009年)
- 全国未成年人思想道德建设工作先进城市(2009年)
- 中国城市网络形象十佳地级市（2014年）
- 2014中国最干净城市榜前十（2014年）
- 最中国美食城市（2014年）
- 2014优秀民生改善典范城市（2015年）
- 联合国人居奖(亚洲和全国唯一获奖城市，2021年)